# Adesmia obscura
Adesmia obscura es una especie de planta floral del género Adesmia, tribu Dalbergieae, subfamilia, Faboideae.

## Distribución
Especie nativa de Chile. Crece en el bosque subtropical.

## Taxonomía
Fue descrita por Clos y publicada en C.Gay, Fl. Chil. 2: 183 (1847).
Etimología
Adesmia: del griego a- (sin) y desme (envoltorio), en referencia a los estambres libres.
obscura: epíteto que significa oscurecida.
Sinónimos homotípicos
- Patagonium obscurum (Clos) Kuntze in Revis. Gen. Pl. 1: 200 (1891).[1]

Sinónimos heterotípicos
- Adesmia graveolens Phil. in Fl. Atacam.: 16 (1860).[1]
- Adesmia villosa Phil. in Anales Univ. Chile 84: 287 (1894), nom. illeg.[1]
- Patagonium graveolens (Phil.) Kuntze in Revis. Gen. Pl. 1: 200 (1891).[1]
- Patagonium obscurum var. graveolens (Phil.) Reiche in Anales Univ. Chile 97: 749 (1897).[1]
- Patagonium serrazzianum Speg. in Anales Mus. Nac. Buenos Aires 7: 278 (1902).[1]